# Uncinaria stenocephala
Uncinaria stenocephala är en rundmaskart som först beskrevs av Louis-Joseph Alcide Railliet 1884. Enligt Catalogue of Life ingår Uncinaria stenocephala i släktet Uncinaria och familjen Ancylostomatidae, men enligt Dyntaxa är tillhörigheten istället släktet Uncinaria och familjen Ancylostomidae. Arten är reproducerande i Sverige. Inga underarter finns listade i Catalogue of Life.